# Warszawa-höst
Warszawa-höst - Internationell festival för samtida musik, på polska: Warszawska Jesień - Międzynarodowy Festiwal Muzyki Współczesnej är en årlig festival för samtida konstmusik, och hålls vanligen under andra halvan av september. Festivalen skapades 1956 av tonsättarna Tadeusz Baird och Kazimierz Serocki. Under kommunisttiden var festivalen den enda i sitt slag inom hela östblocket. Här framfördes musik som inte kunde framföras i flera av de andra öststaterna. Festivalen blev också en viktig mötesplats där tonsättare fick kunskap om nya kompositionssätt.